# Lac-de-la-Pomme
Pour les articles homonymes, voir Pomme (homonymie).
Lac-de-la-Pomme est un territoire non organisé situé dans la municipalité régionale de comté d'Antoine-Labelle, dans la région administrative des Laurentides, au Québec.